# Atriplex nudicaulis
Atriplex nudicaulis là loài thực vật có hoa thuộc họ Dền. Loài này được Boguslaw mô tả khoa học đầu tiên năm 1846.